# Libérez les poissons
Pour plus de détails, voir Fiche technique et Distribution.
Libérez les poissons ! (Liberate i pesci!) est une comédie italienne réalisée par Cristina Comencini et sortie en 2000.

## Synopsis
À Lecce, Michele Verrio, un chef de la pègre locale, décide de financer l'opéra Aida de Giuseppe Verdi pour sa maîtresse Lunetta, une ancienne soprano. Lunetta est issue d'une famille d'aristocrates mégalomanes, comme son frère Sergio, journaliste, qui a fui la ville après que les hommes de Verrio ont fait exploser sa voiture dans le cadre d'une de ses enquêtes. Sergio est aussi le premier mari de Mara. Il a eu une fille avec elle, Sabina, qui étudie aujourd'hui le violon aux États-Unis. Mara s'est remariée avec Emilio, propriétaire d'une concession automobile, qui s'est avéré être un mari plus fiable que Sergio et qui l'a aidée à élever Sabina, bien qu'il ait dû entrer dans une « relation économique » avec Verrio pour cela.
Lorsque Mara et Emilio se rendent à l'aéroport pour attendre le retour de Sabina, ils découvrent que Giovanni, le fils de Verrio, étudie lui aussi aux États-Unis. Les deux jeunes gens se sont rencontrés en Amérique et sont tombés amoureux. Aujourd'hui, alors que Sabina est enceinte, ils rentrent ensemble en Italie, bien décidées à se marier.
Après les premiers moments de désarroi, Verrio fait une crise cardiaque et se sent mourir. Voulant faire preuve de générosité, il donne aux jeunes mariés l'argent d'un trafic de drogue, mais le confie à Emilio et Sergio. Ce dernier, soucieux du passé, en profite pour fouiller la maison : il trouve un document révélant la cachette des trafiquants, et veut rapporter la nouvelle. Verrio reprend des forces, mais ne retrouve pas le document et se rend sans argent au rendez-vous avec les Siciliens, qui l'abattent et le laissent pour mort. Sauvé par son gilet pare-balles, Verrio annonce peu après à sa famille qu'il va devoir disparaître pendant un certain temps. Entre-temps, Emilio déclare avoir remis les 300 millions donnés par Verrio au centre d'accueil des réfugiés, et Sergio les informe qu'il ne reviendra jamais à Milan.

## Fiche technique
- Titre français : Libérez les poissons[1]
- Titre original italien : Liberate i pesci![2]
- Réalisation : Cristina Comencini
- Scénario : Cristina Comencini, Gennaro Nunziante, Enzo Monteleone
- Photographie : Roberto Forza (it)
- Montage : Jacopo Quadri (it)
- Musique : Stefano Arnaldi, Alessio Vlad (it)
- Décors : Paola Comencini
- Production : Riccardo Tozzi (it), Giovannella Zannoni
- Sociétés de production : Medusa Film, Rai Cinema
- Pays de production :  Italie
- Langue originale : italien
- Format : couleurs - 16:9
- Durée : 90 minutes
- Genre : comédie
- Dates de sortie :
  - Italie : 28 janvier 2000
  - France : 24 août 2004 (diffusion télévisée)

## Distribution
- Laura Morante : Mara
- Michele Placido : Michele Verrio
- Francesco Paolantoni : Sergio
- Lunetta Savino : Lunetta
- Emilio Solfrizzi : Emilio
- Angela Ippolito : Mme Verio
- Marco Morandi : Giovanni, fils de Verio
- Eleonora Sergio : Sabina
- Joanna Chatton : Monique
- Michele De Virgilio : Intelligent
- Francesco Pannofino : Ebete
- Francesco Scuderi : 1er Siamois
- Santo Scuderi : 2e Siamois
- Antonio Basile : Décorateur
- Marco Beretta : Rédacteur en chef
- Sasha Caretto : Le jeune fils de Verio
- Galina Kalinina : Aida
- Nadia Serguei : Radames
- Déesse Shpresa Spaho : Amneris
- Alexander Sergievsy : Réalisateur russe
- Gianni Caruso : Maire
- Ilaria Del Prete : Infirmière
- Antonio Castelluccio : Tuteur de Verio
- Vittorio Ciorcalo : Médecin
- Vitali Khomiakov : 1er pilote russe
- Vladimir Serafin : 2e pilote russe
- Salvatore Raganato : Chauffeur de camion
- Alessio Vlad : Chef d'orchestre